# La freccia nera (miniserie televisiva 2006)
La freccia nera è una miniserie televisiva del 2006, diretta da Fabrizio Costa.

## Descrizione
Nel formato originario, la fiction è composta da sei puntate, che vennero trasmesse in prima visione da Canale 5 nell'autunno del 2006.
La miniserie si ispira al romanzo omonimo di Robert Louis Stevenson, proprio come lo sceneggiato televisivo La freccia nera trasmesso in prima visione dalla RAI nel 1968.

## Trama
La storia è ambientata nel Tirolo del XV secolo, conteso tra papato e impero, in luoghi diversi da quelli del romanzo di Stevenson.
Protagonisti sono il giovane Marco di Monforte (Riccardo Scamarcio) e Giovanna Bentivoglio di Fanes (Martina Stella), pupilla del potente vescovo Nicolas Krebs Cusano. Lei pur di difendere la sua eredità lasciatale dal padre va in guerra fingendosi un uomo: è li che i due giovani (promessi sposi) si conoscono e, pian piano, approfondiranno una amicizia che sfocerà in amore e poi in matrimonio.

## Accoglienza
La serie, che ebbe un riscontro discretamente positivo da parte della critica, contribuì a lanciare la carriera di Riccardo Scamarcio. Particolare attenzione fu riservata da alcuni media alla scena in cui Martina Stella si mostra a seno nudo.

## Episodi
| n. | Puntata         | Prima TV Italia | Telespettatori | share  |
| -- | --------------- | --------------- | -------------- | ------ |
| 1  | Prima puntata   | 12 ottobre 2006 | 5 874 000      | 23,78% |
| 2  | Seconda puntata | 19 ottobre 2006 | 4 647 000      | 19,34% |
| 3  | Terza puntata   | 26 ottobre 2006 | 4 262 000      | 18,03% |
| 4  | Quarta puntata  | 2 novembre 2006 | 3 847 000      | 16,56% |
| 5  | Quinta puntata  | 6 novembre 2006 | 3 146 000      | 13,21% |
| 6  | Sesta puntata   | 9 novembre 2006 | 4 163 000      | 18,79% |